# 헬무트 롤레더
헬무트 롤레더(독일어: Helmut Roleder, 1953년 10월 9일, 드레스덴 구 프라이탈 ~)는 독일의 전직 축구 선수로, 현역 시절 골키퍼로 활약했다.

## 클럽 경력
그는 슈투트가르트 소속으로 분데스리가에서 13년 활약했다. 1983–84 시즌, 롤레더는 서독 분데스리가 우승을 거두었다.

## 국가대표팀 경력
그는 1984년에 소련과의 친선경기에서 서독 국가대표팀의 교체 선수로 1경기 출전했다. 롤레더는 독일 국가대표 선수단 일원으로 유로 1984에 참가했지만, 1경기도 출전하지 못했다.

## 수상

### 클럽
슈투트가르트
- 분데스리가
  - 우승: 1983–84
  - 준우승: 1978–79
- DFB-포칼 준우승: 1985–86